# 서울 3호선 지하철 공사 현장 붕괴 사고
서울 3호선 지하철 붕괴 사고는 1982년 4월 9일 서울특별시 서대문구 무악재 부근에서 3호선 공사 현장이 붕괴하면서 시내버스 4대가 추락하여 11명이 사망하고 40여명이 중경상을 입은 사건이다.